# Phonognatha vicitra
Phonognatha vicitra är en spindelart som beskrevs av Sherriffs 1928. Phonognatha vicitra ingår i släktet Phonognatha och familjen käkspindlar. Inga underarter finns listade i Catalogue of Life.